# 鍾志光
鍾志光（英語：Eric Chung Chi Kwong，1961年4月3日—），香港無綫電視體育評述員及基本藝人合約藝員，同時也兼任香港甲組足球聯賽球會晨曦的秘書。其先後獲得葛量洪教育學院體育文憑、香港公開大學人文學科榮譽學士、香港大學中國語言及文學碩士及香港中文大學哲學文學碩士，並於2024年獲香港教育大學頒發榮譽院士銜，為香港演藝界鮮有的高學歷人士。鍾志光已婚，並育有兩名兒子，其中長子鍾行廉曾在福建籃球隊做了兩年球會秘書。其在圈中的好友主要是一些足球的發燒友，如梁漢文、林敏驄、饒家輝、林海峰和黃興桂。他於《萬千星輝頒獎典禮2024》獲頒「萬千光輝演藝人大獎」。

## 背景

### 早年生活
鍾志光早年於深水埗李鄭屋邨十座長大，有一名胞兄。小時候的娛樂生活以踢足球和觀看粵語長片為主且由外婆撫養成人。鍾志光畢業於中聖學校（1973年小六）和天主教培聖中學（文科，1979年中五；1980年中六）。他就讀中學時已負責籌備校內陸運會體育行政的工作，黃炳耀為其老師。此外，在中四階段因受到其歷史科老師的教學方法啟發而由對讀書沒有概念變成勤奮學習。他在中六預科畢業後雖然成績及格，但當時的學位有限而未能考上大學。於是決定報讀葛量洪教育學院的體育文憑課程。
在葛量洪教育學院（今香港教育大學，香港教育學院前身）畢業後，曾於1988年在恩平工商會李琳明中學任職中學中文科兼體育科教師七個月，期間任教該校2F班。期間曾報讀香港中文大學專業進修學院康樂管理文憑校外課程。鍾志光執教體育科數月後轉職一間私營會所的康樂主任，為期兩個月。其後獲足球評述員朱榮漢介紹到商業電台負責體育節目及與林尚義和蔡文堅作香港甲組足球聯賽現場評述，再轉到無綫電視擔任體育評述員，主要主持體育節目及旁述體育運動。

### 參與幕前演出
鍾志光於1980年代在香港商業電台任職期間主要為《體壇雷達網》作採訪準備事宜。同時負責一些特發新聞的採訪工作。他又曾客串演出廣播劇《香港奇案實錄》（聲演林過雲）及《十八樓C座》（聲演的士高）的角色。鍾志光在1990年遊走於無綫電視和電台之間。當時他為1990年國際足球協會世界盃作電視旁述。其時已在1989年與電視台簽約的他及後參與《球迷世界》的足球環節旁述。
鍾志光參演電視劇始於1996年。事緣當年無綫電視的劇集監製鄺業生找鍾志光在《醉打金枝》客串飾演蹴鞠旁述員一角。其他監製留意到他有演戲的潛質，於是陸續安排他出演其他電視劇角色，尤其是電視劇中的賽事旁述員。因為鍾志光是體育旁述員出身，所以飾演的角色均有不少對白。他亦因此而集中飾演一些有大量專有名辭對白的角色，如醫生、律師、教師、節目主持等。
鍾志光代表作計有2008年首播的《古靈精探》。劇中他飾演重案組警司黃樹基一角。鍾志光雖然在該劇演出時間不多，但部份網民指出當有份演出時他的演技七情上面，對白流暢，充分地演出警司這一角，絕不比劇中主角郭晉安或馬國明差。他在劇中出色的演技引來網民熱烈討論，有指他在當年的《萬千星輝賀台慶》應頒予最佳男配角獎。也有人指無綫電視應給機會予鍾志光出演劇集男主角的機會。另外，由於鍾志光體育節目主持的形象太深入民心，因此在電視劇集的演出，網民都笑稱當時正在播映體育節目，而他曾在2009年首播的《桌球天王》中飾演桌球比賽的現場旁述，但其激昂的評述讓網民以爲在看足球比賽（因桌球比賽的旁述都是相對沉靜而平實）。在2018年首播的《三個女人一個因》中，監製利用他這個特點，安排他飾演利物浦死忠球迷利盛強一角，這角色亦是鍾志光繼警司黃樹基後另一個代表作。而現實中鍾志光亦是利物浦球迷。

### 其他資料
與其他資深足球評述員相比，鍾志光評述及分析足球賽事的專業性，受到部分觀眾的質疑，認為他評述時只懂弄氣氛，沒有深入評論球賽的情況，但亦有觀眾認為他是頭號的評述員。當年與林尚義及蔡育瑜主持《球迷世界》，林尚義喜歡談典故和逸事，蔡育瑜分析球賽，而鍾志光就負責資料訊息。2003年，鍾志光在香港公開大學取得中國人文學士學位。修讀人文學科的原因，是中學時遇到兩位有學養的中文和歷史科老師，加上鍾志光已結束其體育推廣公司，故有較多時間進修。其後分別於2008年和2012年，取得香港大學中國語言及文學碩士和香港中文大學哲學文學碩士的學位，鍾志光從藝以來一直都是半工讀來完成學位。2024年，鍾志光獲香港教育大學頒發榮譽院士銜，以表揚其在體育界，弘揚中華文化作出的貢獻。

## 爭議

### 演出風波

#### 銀牌決賽評述風波
2007年高級組銀牌決賽南華憑末段的十二碼，以2-1反勝晨曦，戰果雖已塵埃落定，但擔任電視直播評述的鍾志光，曾質疑該記十二碼，且因他身兼晨曦秘書職務，事後被網民猛烈抨擊身分有衝突，更惹起足球評述員立場的爭議。

#### 與其他評述員不和傳聞
鍾志光被指曾與林尚義在1998年世界盃錄影廠因吸煙問題引起爭執，但二人雙雙否認：另一宗傳聞，是被指與林敏聰在2006年世界盃雙雙聯手杯葛李克勤，但也齊口否認。

#### 無語問蒼天
在2008年北京奧運中，中國田徑選手劉翔因傷退出。鍾志光在為有關片段旁述時，語調哀傷，加上背景的「死人」音樂，觀眾認為似講鬼故，又或以為劉翔逝世，更以一句「此時此刻，無語問蒼天 」作總結，令觀眾拍案叫絕。

#### 低俗笑話
2010年世界盃，無綫電視未能取得世界盃直播權，製作《世界盃動起來》抗衡香港有線電視，但男主持經常圍繞女主持的身材大談有味笑話，當話題扯到黃婉曼身上時，阮兆祥指問：「係咪要幾大有幾大先？」，未幾張國強即指：「我覺得冰冰（黃婉曼）想再大啲。」，此時鍾志光亦搭訕表示：「佢好大喇喎……知名度。」

#### 公平裁決的對立
在多次的足球深夜直播時，曾多次指「我們必須接受足球裁決的不公平，這樣球賽才會好看。」受到不少球迷批評。

## 演出作品

### 電視劇（無綫電視）
| 首播       | 節目名稱             | 角色                                                      | 備註                                        |
| 1997年     | 醉打金枝             | 蹴鞠旁述員                                                |                                             |
| 1999年     | 雙面伊人             | Stephen                                                   |                                             |
| 1999年     | 創世紀               | 明大高層                                                  |                                             |
| 2000年     | 金裝四大才子         | 主持人                                                    |                                             |
| 2000年     | 陀槍師姐II           | 楊先生                                                    |                                             |
| 2000年     | 妙手仁心II           | 主持                                                      |                                             |
| 2001年     | 皆大歡喜             | 辛祥                                                      |                                             |
| 2002年     | 皆大歡喜             | 藏板橋 張君奧 主持                                        |                                             |
| 2003年     | 皆大歡喜             | 酒樓部長 酒樓客人 牌尊 經理 警察 公司大老闆 大老闆 甘先生 |                                             |
| 2003年     | 繾綣仙凡間           | 名醫                                                      |                                             |
| 2003年     | 衛斯理               | 費格醫生                                                  |                                             |
| 2003年     | 金牌冰人             | 昆大媒                                                    |                                             |
| 2003年     | 美麗在望             | 醫生                                                      | 第1集                                       |
| 2003年     | 衝上雲霄             | 張強                                                      | 第10集                                      |
| 2003年     | 西關大少             | 譚律師                                                    | 第16集                                      |
| 2004年     | 皆大歡喜             | 球證 李警司 醫生 老闆 柯先生                              |                                             |
| 2004年     | 翡翠戀曲             | 梁忠成                                                    |                                             |
| 2004年     | 足秤老婆八兩夫       | 拳賽主持人                                                |                                             |
| 2004年     | 無名天使3D           | 醫生                                                      |                                             |
| 2004年     | 隔世追兇             | 醫生                                                      |                                             |
| 2004年     | 棟篤神探             | 醫生                                                      |                                             |
| 2004年     | 青出於藍             | 導演                                                      |                                             |
| 2004年     | 楚漢驕雄             | 周霸天                                                    |                                             |
| 2004年     | 陀槍師姐IV           | 雜誌總編                                                  |                                             |
| 2005年     | 秀才遇著兵           | 王員外                                                    |                                             |
| 2005年     | 甜孫爺爺             | 食環署職員                                                |                                             |
| 2005年     | 奇幻潮之紋身         | 王醫生                                                    |                                             |
| 2005年     | 心花放               |                                                           |                                             |
| 2005年     | 老婆大人             | 法官                                                      | 第16、19集                                  |
| 2005年     | 開心賓館             | 高康                                                      |                                             |
| 2005年     | 酒店風雲             | 財務顧問                                                  |                                             |
| 2005年     | 翻新大少             | 方先生                                                    |                                             |
| 2005年     | 奪命真夫             | 律師                                                      |                                             |
| 2005年     | 人間蒸發             | 紀大志                                                    |                                             |
| 2005年     | 妙手仁心III          | 釣魚失足客                                                |                                             |
| 2005年     | 胭脂水粉             | 醫生                                                      |                                             |
| 2006年     | 謎情家族             | 控方律師                                                  | 第7集                                       |
| 2006年     | 人生馬戲團           | 酒吧職員                                                  |                                             |
| 2006年     | 潮爆大狀             | 潘律師                                                    |                                             |
| 2006年     | 高朋滿座             | 遊戲主持司儀 相親之人 訓導主任                            |                                             |
| 2006年     | 樓住有情人           | 買樓客                                                    |                                             |
| 2006年     | 男人之苦             | 病人                                                      |                                             |
| 2006年     | 法證先鋒             | 何偉俊                                                    |                                             |
| 2006年     | 愛情全保             |                                                           |                                             |
| 2006年     | 刑事情報科           | 檢控官                                                    |                                             |
| 2006年     | 賭場風雲             | 世界樸克王大賽分組賽裁判                                  | 第27集                                      |
| 2007年     | 迎妻接福             | 講古佬                                                    |                                             |
| 2007年     | 同事三分親           | 祖 總裁 溫 南老闆                                         | 第3集 第145集 第192集 第297集               |
| 2007年     | 亂世佳人             | 張部長                                                    |                                             |
| 2007年     | 寫意人生             | Technos公司高層                                           |                                             |
| 2007年     | 天機算               | 球證                                                      |                                             |
| 2007年     | 溏心風暴             | 法官                                                      |                                             |
| 2007年     | 學警出更             | 賓校長                                                    |                                             |
| 2007年     | 強劍                 | 奇叔                                                      |                                             |
| 2007年     | 歲月風雲             | 醫生                                                      |                                             |
| 2007年     | 爸爸閉翳             | 馬校長                                                    |                                             |
| 2007年     | 廉政行動2007         | 法官                                                      |                                             |
| 2007年     | 舞動全城             | 田廠長                                                    |                                             |
| 2007年     | 通天幹探             | 關先生                                                    |                                             |
| 2007年     | 兩妻時代             | 醫生                                                      | 第1集                                       |
| 2007年     | 律政新人王II         | 律師                                                      |                                             |
| 2008年     | 千謊百計             | 醫生                                                      | 第9-10、12集                                |
| 2008年     | 野蠻奶奶大戰戈師奶   | Rock                                                      |                                             |
| 2008年     | 秀才愛上兵           | 秦大人                                                    |                                             |
| 2008年     | 最美麗的第七天       | Chris                                                     |                                             |
| 2008年     | 古靈精探             | 黃樹基                                                    |                                             |
| 2008年     | 法證先鋒II           | 外科醫生                                                  |                                             |
| 2008年     | 師奶股神             | 德叔                                                      |                                             |
| 2008年     | 甜言蜜語             | 醫生                                                      |                                             |
| 2008年     | 疑情別戀             | 米醫生                                                    |                                             |
| 2008年     | 溏心風暴之家好月圓   | 律師                                                      |                                             |
| 2008年     | 尖子攻略             | 中仔                                                      |                                             |
| 2008年     | 與敵同行             | 阿強                                                      |                                             |
| 2009年     | 畢打自己人           | 醫生 鄭又潮 孫先生                                        |                                             |
| 2009年     | 學警狙擊             | Dr.Chan                                                   |                                             |
| 2009年     | 財智達人             | 黃經紀                                                    |                                             |
| 2009年     | 桌球天王             | 桌球比賽評述員                                            |                                             |
| 2009年     | 幕後大老爺           | 郭師爺                                                    |                                             |
| 2009年     | 老婆大人II           | 周董                                                      |                                             |
| 2009年     | ID精英               | 張敬斌                                                    |                                             |
| 2009年     | 絕代商驕             | Hugo                                                      |                                             |
| 2009年     | 古靈精探B            | 黃樹基                                                    |                                             |
| 2009年     | 有營煮婦             | 醫生                                                      | 第20集                                      |
| 2009年     | 廉政行動2009         | 倫上司                                                    |                                             |
| 2009年     | 富貴門               | 律師                                                      |                                             |
| 2010年     | 五味人生             | 吳所長                                                    |                                             |
| 2010年     | 鐵馬尋橋             | 裁判                                                      |                                             |
| 2010年     | 搜下留情             | 律師                                                      |                                             |
| 2010年     | 女王辦公室           | 註冊官                                                    |                                             |
| 2010年     | 天天天晴             | 邱先生 賽馬主持                                           |                                             |
| 2010年     | 讀心神探             | 律師                                                      | 第8集                                       |
| 2010年     | 翻叮一族             | 董事                                                      |                                             |
| 2010年     | 蒲松齡               | 魏棠                                                      |                                             |
| 2010年     | 刑警                 | 馮振榮                                                    |                                             |
| 2010年     | 囧探查過界           | 醫生                                                      |                                             |
| 2011年     | 誘情轉駁             | 法官                                                      | 第17、18集                                  |
| 2011年     | 仁心解碼             | 石憶健                                                    |                                             |
| 2011年     | 依家有喜             | 昆叔                                                      |                                             |
| 2011年     | 隔離七日情           | 戚Sir                                                     |                                             |
| 2011年     | 魚躍在花見           | 王有成                                                    |                                             |
| 2011年     | Only You 只有您      | 長生店客人陳先生                                          | 第1集                                       |
| 2011年     | 誰家灶頭無煙火       | 張總廚                                                    | 第2集                                       |
| 2011年     | 女拳                 | 文老闆                                                    |                                             |
| 2011年     | 七號差館             | 副獄長                                                    |                                             |
| 2011年     | 布衣神相             | 項晚真                                                    |                                             |
| 2011年     | 點解阿Sir係阿Sir     | 法援律師                                                  | 第11集                                      |
| 2011年     | 團圓                 | 李亮                                                      |                                             |
| 2011年     | 真相                 | 梁律師                                                    |                                             |
| 2011年     | 潛行狙擊             | 翁永堅                                                    |                                             |
| 2011年     | 不速之約             | 律師                                                      | 第17-18集                                   |
| 2011年     | 結·分@謊情式         | 律師                                                      | 第9-10集                                    |
| 2011年     | 法證先鋒III          | 譚成勇                                                    | 第28集                                      |
| 2012年     | 缺宅男女             | Mike                                                      |                                             |
| 2012年     | 4 In Love            | 何超榮                                                    | 第1集                                       |
| 2012年     | 拳王                 | 司儀                                                      |                                             |
| 2012年     | 耀舞長安             | 琶叔                                                      |                                             |
| 2012年     | 愛·回家              | 徐先生 陸百發 喬先生 駱文海 上官光                        | 第2集 第79-80集 第109集 第154集 第635-636集 |
| 2012年     | 護花危情             | 河朋友                                                    |                                             |
| 2012年     | 回到三國             | 江夏大臣                                                  | 第15集                                      |
| 2012年     | 造王者               | 麵檔老闆                                                  | 第1、6集                                    |
| 2012年     | 巴不得媽媽...        | 武德鼎                                                    |                                             |
| 2012年     | 女警愛作戰           | 倪書生                                                    |                                             |
| 2012年     | 怒火街頭2            | 藥廠老闆                                                  | 第4-6集                                     |
| 2012年     | 幸福摩天輪           | 堂叔                                                      | 第1集                                       |
| 2012年     | 法網狙擊             | 羅階                                                      | 第3集                                       |
| 2013年     | 初五啟市錄           | 推事                                                      | 第15-16集                                   |
| 2013年     | 戀愛季節             | 苗仕強                                                    |                                             |
| 2013年     | 仁心解碼II           | 汪卓賢                                                    | 第15-20集                                   |
| 2013年     | 情越海岸線           | 院長                                                      |                                             |
| 2013年     | 好心作怪             | Ken                                                       |                                             |
| 2013年     | 師父·明白了          | 金吊筒                                                    |                                             |
| 2013年     | 情逆三世緣           | 邰耀明                                                    |                                             |
| 2013年     | 神鎗狙擊             | 劉國忠                                                    |                                             |
| 2013年     | 巨輪                 | 巡警                                                      | 第2、9集                                    |
| 2013年     | 舌劍上的公堂         | 說書人                                                    |                                             |
| 2014年     | 廉政行動2014         | 田繼安                                                    |                                             |
| 2014年     | 女人俱樂部           | 彭Sir                                                     |                                             |
| 2014年     | 點金勝手             | 鄧秉喬                                                    |                                             |
| 2014年     | 寒山潛龍             | 芎父                                                      |                                             |
| 2014年     | 忠奸人               | 法官                                                      |                                             |
| 2014年     | 我們的天空           | 刘文健                                                    |                                             |
| 2014年     | 飛虎II               | 忠                                                        | 第7集                                       |
| 2014年     | 八卦神探             | 張天豪                                                    | 第1-2集                                     |
| 2015年     | 師奶MADAM            | 威                                                        |                                             |
| 2015年     | 倩女喜相逢           | 魯夫子                                                    |                                             |
| 2015年     | 潮拜武當             | 楊尚施                                                    |                                             |
| 2015年     | 拆局專家             | 李茂基                                                    |                                             |
| 2015年     | 收規華               | 醫生                                                      |                                             |
| 2015年     | 實習天使             | 崔立基                                                    |                                             |
| 2016年     | 警犬巴打             | 戴賜偉                                                    |                                             |
| 2016年     | EU超時任務           | 金爺                                                      |                                             |
| 2016年     | 廉政行動2016         | 金泰董事                                                  |                                             |
| 2016年     | 純熟意外             | 殷啟光                                                    |                                             |
| 2016年     | 愛·回家之八時入席    | 林富豪 Lawrence Ho                                        | 第64集 第196集                              |
| 2016年     | 完美叛侶             | 陳雙鵬                                                    |                                             |
| 2016年     | 巨輪II               | 周老闆                                                    |                                             |
| 2016年     | 來自喵喵星的妳       | 酒樓老闆                                                  |                                             |
| 2016年     | 幕後玩家             | 鄺禮                                                      |                                             |
| 2016年     | 巾幗梟雄之諜血長天   | 江志和                                                    |                                             |
| 2017年至今 | 愛·回家之開心速遞    | 龍敢佳（Kai叔）                                           |                                             |
| 2017年     | 財神駕到             | 顧振邦                                                    |                                             |
| 2017年     | 親親我好媽           | 黃尚鳴（鳴哥）                                            |                                             |
| 2017年     | 與諜同謀             | 沈繼賢                                                    |                                             |
| 2017年     | 我瞞結婚了           | 醫生                                                      |                                             |
| 2017年     | 心理追兇 Mind Hunter | 法官                                                      |                                             |
| 2017年     | 全職沒女             | 司基                                                      |                                             |
| 2017年     | 超時空男臣           | 馬評人                                                    | 第14集                                      |
| 2017年     | 同盟                 | 夏鑑光                                                    |                                             |
| 2017年     | 溏心風暴3            | 主控官                                                    |                                             |
| 2018年     | 波士早晨             | 任伯堅                                                    |                                             |
| 2018年     | 三個女人一個「因」   | 利盛強                                                    |                                             |
| 2018年     | 果欄中的江湖大嫂     | 監製                                                      | 第9集                                       |
| 2018年     | 逆緣                 | 權                                                        |                                             |
| 2018年     | 特技人               | 廣告導演                                                  |                                             |
| 2018年     | 是咁的，法官閣下     | 師爺鍾                                                    |                                             |
| 2018年     | 兄弟                 | 保賢                                                      |                                             |
| 2019年     | 廉政行動2019         | 馬世坤                                                    |                                             |
| 2019年     | 白色強人             | 林狄勤                                                    |                                             |
| 2019年     | 好日子               | 楊志忠                                                    |                                             |
| 2019年     | 十二傳說             | 林少堂                                                    |                                             |
| 2019年     | 金宵大廈             | 嫖客                                                      |                                             |
| 2019年     | 解決師               | 嚴Sir                                                     |                                             |
| 2020年     | 黃金有罪             | 大孖沙                                                    |                                             |
| 2020年     | 法證先鋒IV           | 藥房老闆                                                  | 第30集                                      |
| 2020年     | 機場特警             | 辛志輝                                                    |                                             |
| 2020年     | 那些我愛過的人       | 李天恆                                                    |                                             |
| 2020年     | 反黑路人甲           | 校長                                                      |                                             |
| 2020年     | 迷網                 | 才哥                                                      |                                             |
| 2020年     | 木棘証人             | 評馬員                                                    | 第3集                                       |
| 2020年     | 使徒行者3            | 法官                                                      | 第7-8集                                     |
| 2020年     | 踩過界II             | 法官                                                      |                                             |
| 2020年     | 堅離地愛堅離地       | 方教授                                                    |                                             |
| 2021年     | 陀槍師姐2021         | 王愷恩                                                    |                                             |
| 2021年     | 愛美麗狂想曲         | 葉律師                                                    |                                             |
| 2021年     | 伙記辦大事           | 甘牧師                                                    |                                             |
| 2021年     | 逆天奇案             | 陳客人                                                    |                                             |
| 2021年     | 欺詐劇團             | 公司老闆                                                  |                                             |
| 2021年     | 七公主               | 泉哥                                                      |                                             |
| 2021年     | 把關者們             | 的士陳                                                    |                                             |
| 2021年     | 星空下的仁醫         | 盧志滔                                                    |                                             |
| 2021年     | 十月初五的月光       | 客人                                                      |                                             |
| 2021年     | 異搜店               | 伍亮榕（伍叔）                                            |                                             |
| 2022年     | 青春不要臉           | 南西北                                                    |                                             |
| 2022年     | 食腦喪Ｂ             | 余祥劍（整容前）                                          |                                             |
| 2022年     | 食腦喪Ｂ             | 江慶                                                      |                                             |
| 2022年     | 童時愛上你           | 古肅                                                      |                                             |
| 2022年     | 美麗戰場             | 小巴司機                                                  | 第1集                                       |
| 2022年     | 超能使者             | Terry                                                     | 第20集                                      |
| 2022年     | 輕·功                | 朋友                                                      | 第9集                                       |
| 2023年     | 新四十二章           | 劉隆                                                      |                                             |
| 2023年     | 法言人               | 趙官                                                      | 第1集                                       |
| 2023年     | 靈戲逼人             | 主持                                                      | 第3集                                       |
| 2023年     | 你好，我的大夫       | 唐澤明                                                    |                                             |
| 2024年     | 反黑英雄             | 戴亦暉（戴Sir）                                           |                                             |
| 2025年     | 痞子無間道           | 鍾仔                                                      |                                             |

### 電視劇（邵氏兄弟）
| 首播   | 節目名稱       | 角色   | 備註 |
| 2022年 | 飛虎之壯志英雄 | 戴文華 |      |

### 電影
- 2000年：一個賭波的傳說 飾 講波佬
- 2010年：72家租客 飾 70年代警察
- 2011年：勁抽福祿壽 飾 擂台賽司儀
- 2015年：赤道 飾 康文署代表
- 2017年：拆彈專家 飾 七叔
- 2021年：拆彈專家2 飾 警司

### 廣播劇 （商業一台）
- 十八樓C座 (1980-90年代): 聲演的士高
- 香港奇案實錄 (1980-90年代): 於雨夜殺手一單元中聲演影射雨夜屠夫林過雲之角色林河文

### 節目主持（無綫電視）
- 球迷世界
- 體育世界
- 世界盃
- 歐洲國家盃
- 1991年：南美國家盃91（錄影帶）
- 意大利盃
- 德國盃
- 英格蘭足總盃
- 西班牙甲組足球聯賽（曾經）
- 荷甲（明珠台）
- 澳門格蘭披治大賽車
- 奧運
- 長洲太平清醮搶包山大賽
- 端午節新市鎮龍舟競渡實地轉播
- 通識基本法（國民教育中心呈獻）
- 馬球世界盃
- 南韓職業足球聯賽 （無綫財經資訊台）
- 2010年：世界盃動起來
- 2019年：保誠國際單車賽
- 沙田龍舟競渡
- 明星運動會
- 2020東京奧運：黃金戰報、午間直撃、深夜精華
- （TVB版）

### 綜藝節目（無綫電視）
- 2007年：最緊要進步（第3及4集）
- 2013年：超級無敵獎門人 終極篇
- 2017年：築·動·愛
- 2017年：齊癲大聖福祿壽
- 2021年：一屋後生仔

## 廣告
- 2015年：卡怡可斯蛋白營養粉、關節骨骼營養粉
- 2017年：Q房網
- 2021年：管家易360
- 2023年：百步追風活絡油
- 2023年：康麗寶

## 母親被誤認為無牌小販
鍾志光的母親李合曾於1999年遭市政總署誣陷在九龍深水埗基隆街街邊賣蛋而被控以「無牌販賣」罪名。當時鍾志光致電名嘴鄭經翰主持的節目《風波裡的茶杯》，質問市政總署高官，亦曾在《城市追擊》中不斷問途人有沒有看見他媽媽售賣雞蛋。最後市政總署證實只是一場誤會，並獲得律政司撤銷控罪。但因為當時市政總署爆發連串醜聞，李合事件成為署長鍾麗幗下台以及市政局被殺局的導火線。

## 外部連結
- 鍾志光的Facebook專頁
- 鍾志光在香港影庫上的簡介